# Chiesa di Sant'Agostino (L'Aquila)
La chiesa di Sant'Agostino è un edificio religioso sconsacrato dell'Aquila. Edificata tra il XIII e il XIV secolo, è posta vicino al palazzo del governo. Nella seconda metà del XX secolo è stata adibita a teatro. È rimasta gravemente danneggiata dal terremoto del 2009 ed è attualmente inagibile. Il 7 gennaio 2016 sono iniziati i lavori di ricostruzione dell'edificio e dovrebbero terminare in 600 giorni.

## Storia e descrizione
La chiesa, come molte altre dell'Aquila, è stata edificata nel XIII secolo, intorno al 1280, quando con Carlo II d'Angiò, i monaci Agostiniani si trasferirono dentro le mura, dal monastero di Sant'Onofrio presso contrada San Giacomo, in un lotto del locale "Bagno", dentro il Quarto di Santa Giusta. Attualmente sorge in Piazza San Marco, dove prospetta la parrocchiale dell'Evangelista.
Non si sa come fosse l'aspetto della chiesa originaria: essa fu ripristinata dopo il terremoto del 1461, come testimonia una porzione del portico rinascimentale nel chiostro drl Palazzo del Governo. Il sisma del 1703 ne provocò nuovamente la distruzione e la parrocchia fu ricostruita ex novo con maestranze locali, su progetto di architetti romani, su progetto del Contimi, terminata nel 1725. La chiesa, ricostruita quindi nella prima metà del Settecento, rappresenta una rarità abruzzese dell'architettura barocca settecentesca. Di originale resta solo un portale romanico laterale a doppia strombatura, molto simile agli altri portali aquilani romanici.
L'annesso monastero venne occupato dai francesi nel 1809, quando i monaci vennero cacciati, e fu insediata la Prefettura dell'Abruzzo Ultra II. La Prefettura rimase, divenendo attiva con l'annessione di L'Aquila al Regno d'Italia nel 1861. Dal 1927 sino al 2009 ha ospitato la sede della Provincia, insieme a secondi uffici sparsi nei dintorni dell'ex monastero. Il terremoto dell'Aquila del 2009 ha causato gravi danni alla chiesa, con lo sfondamento della cupola, la facciata è rimasta salva, il palazzo del Governo invece è stato quasi distrutto, soprattutto nella parte prospettante su Piazza della Repubblica, divenendo uno dei simboli della devastazione tellurica. I lavori di ricostruzione della chiesa sono iniziati nel 2016, nel 2018 è stata completata la cupola come era, mentre per la riapertura bisogna ancora attendere. Il palazzo è stato oggetto di consolidamento, i lavori di rifacimento sono partiti nel 2017, tuttavia non tornerà ad ospitare la Provincia, trasferita in una nuova sede di nuova costruzione poco distante, su via XX Settembre.

### Architettura
Il progetto del 1710 venne affidato all'architetto Giovan Battista Contini e la costruzione terminò nel 1725. La struttura è a pianta ellissoidale (una rarità per l'Abruzzo) ed è coperta, nel vano centrale, da una cupola, i cui assi ortogonali sono segnati dall'ingresso, dal grande coro e dalle cappelle.
La chiesa di Sant'Agostino ha due facciate:
- La prima facciata, la principale, è costituita da un piano rettangolare tripartito, con un portale architravato in forme classiche, una piccola finestra superiore e due grandi logge, ad arco a tutto sesto, sui lati.
- La seconda facciata è scandita da due colonne, con i capitelli corinzi che ornano il semplice portale. Sui pilastri del tamburo si vedono i resti di due colonne robuste che forse erano le colonne portanti della precedente chiesa rinascimentale.

Il tamburo e il timpano della cupola sono maggiormente decorati dalla parte della facciata, con un bassorilievo centrale a forma circolare, raffigurante Sant'Agostino al centro.
L'interno della chiesa è a navata unica, a pianta ellittica, con altare maggiore a tabernacolo, e altari laterali, ospita tele settecentesche di Vincenzo Damini e del Bedeschini.